# Universal Caffè-Ecopetrol
Universal Caffè-Ecopetrol war ein italienisches Radsportteam.
Die Mannschaft wurde 2005 unter dem Namen Universal Caffè-Styloffice gegründet und besaß seitdem bis 2007 auch eine UCI-Lizenz als Continental Team. Im nächsten Jahr wurde Universal Caffè neben C.B. Immobiliare zum Co-Sponsor. 2007 war Universal Caffè wieder Hauptsponsor mit Ecopetrol als zweitem Sponsor. Manager war Antonio Iacovozzi, der von seinen Sportlichen Leitern Antonio Salutini und Germano Pierdomenico unterstützt wird.

## Saison 2007

### Erfolge in den Continental Circuits
| Datum        | Rennen                             | Fahrer             |
| ------------ | ---------------------------------- | ------------------ |
| 30. Juni     | Russische Straßen-Radmeisterschaft | Wladislaw Borissow |
| 30. August   | 1. Etappe Tour du Sénégal          | Domenico Loria     |
| 31. August   | 2. Etappe Tour du Sénégal          | Domenico Loria     |
| 2. September | 3. Etappe Tour du Sénégal          | Eugenio Loria      |
| 3. September | 4. Etappe Tour du Sénégal          | Eugenio Loria      |
| 4. September | 5. Etappe Tour du Sénégal          | Domenico Loria     |

### Mannschaft
| Name                    | Geburtstag         | Nationalität | Team 2008                          |
| ----------------------- | ------------------ | ------------ | ---------------------------------- |
| Emanuele Bindi          | 7. Oktober 1981    | Italien      | Lampre-Fondital                    |
| Wladislaw Borissow      | 5. September 1978  | Russland     | CK Windoor’s Příbram               |
| Marco Carletti          | 10. Oktober 1983   | Italien      | Katay Cycling Team                 |
| Ivan De Nobile          | 2. Oktober 1979    | Italien      | Katay Cycling Team                 |
| Daniele Di Nucci        | 22. Mai 1981       | Italien      |                                    |
| Fabio Gilioli           | 2. Dezember 1979   | Italien      | Amore & Vita-McDonald’s            |
| Domenico Loria          | 3. Januar 1981     | Italien      | Katay Cycling Team                 |
| Eugenio Loria           | 3. Januar 1981     | Italien      | P-Nívó Betonexpressz 2000 Corratec |
| Claudio Masnata         | 28. Juli 1980      | Italien      | Katay Cycling Team                 |
| Dmitri Nikandrow        | 25. Mai 1979       | Russland     | Centri della Calzatura-Partizan    |
| Nilton Alexis Ortiz     | 31. Oktober 1983   | Kolumbien    |                                    |
| Marlon Pérez Arango     | 10. Januar 1976    | Kolumbien    | Caisse d’Epargne                   |
| Roberto-Antonio Richeze | 25. Oktober 1981   | Argentinien  | Katay Cycling Team                 |
| Jonathan Righetto       | 11. September 1980 | Italien      |                                    |
| Davide Torosantucci     | 3. November 1981   | Italien      | Katay Cycling Team                 |

## Platzierungen in UCI-Ranglisten
UCI Africa Tour
| Saison | Mannschaftswertung | Fahrerwertung |
| ------ | ------------------ | ------------- |
| 2007   | 4.                 |               |